# Škoda 7,5 cm Vz. 1915
Lo Škoda 7,5 cm Vz. 1915 o 7,5 cm Gebirgskanone M. 15 è stato un obice da montagna progettato e utilizzato nella prima guerra mondiale dall'Impero austro-ungarico. Dopo la guerra un certo numero di questi pezzi fu acquisito da varie nazioni

## L'origine
L'Impero Austriaco era consapevole dell'importanza della sua frontiera meridionale, che era dominata dalle Alpi, inoltre anche le frontiere meridionali (in particolare la Bosnia) erano prevalentemente montuose come la buona parte dei Balcani; quindi era necessario produrre artiglierie che fossero in grado di operare in ambiente montuoso, quasi privo di strade, ma fornito prevalentemente di mulattiere. Il pezzo da montagna allora in servizio, il 7 cm Gebirgsgeschütz M. 99, era di progettazione obsoleta, ad affusto rigido. Date queste premesse il pezzo doveva essere scomponibile in carichi di peso non eccessivo per un mulo e, dal punto di vista balistico, doveva avere un angolo di tiro quanto più elevato possibile, pur non arrivando ad essere un mortaio. Il primo pezzo prodotto fu il 10 cm Vz. 10, ma, successivamente, per aumentare la maneggevolezza, il calibro fu diminuito a 75 mm, producendo il materiale da montagna 7,5 cm Vz. 13 , che ebbe un limitato successo di esportazione. Del Vz. 13 furono utilizzati dall'Imperial-Regio Esercito solo 52 pezzi, sequestrati all'inizio della prima guerra mondiale, con la denominazione M.14 tipo Cina. Intanto era stato progettato un pezzo simile, ma scomponibile più facilmente, denominato 7,5 cm Vz. 15.

## La tecnica
La bocca da fuoco era realizzata per forzamento a caldo dell'anima alla parete resistente, la culatta e l'alloggiamento per l'otturatore erano ricavati nel tubo resistente. L'anima aveva una rigatura destrorsa a passo costante. La slitta a manicotto era unita alla canna per aumentarne la massa e quindi diminuire la velocità di rinculo. L'otturatore era a cuneo a scorrimento orizzontale con estrattore a forchetta. Il dispositivo di sparo era organizzato per la ripetizione, cioè bastava un solo movimento per armamento e scatto del percussore.

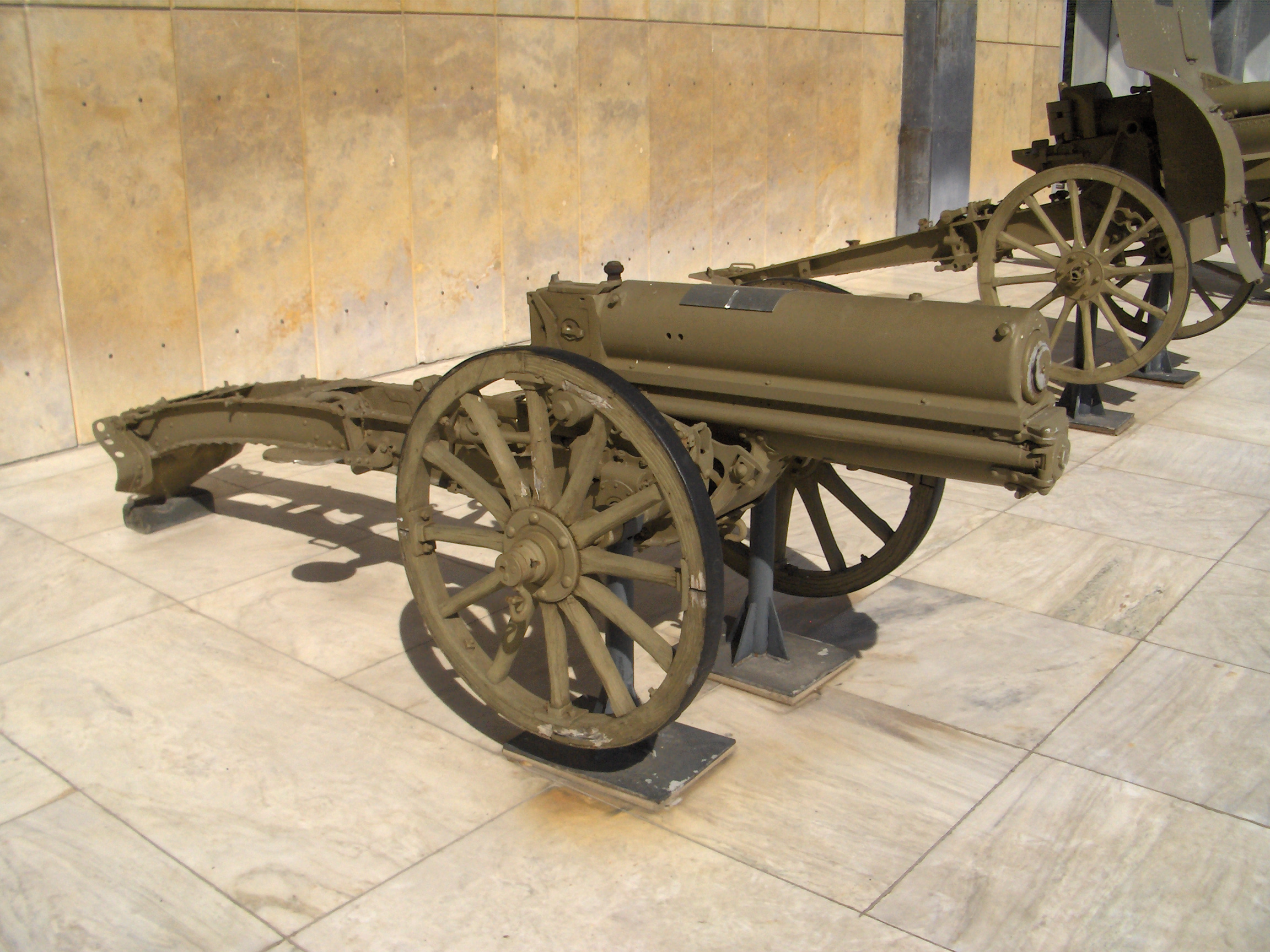
Esemplare presso il museo della guerra di Atene

L'affusto era a coda unica ed era fornito di uno scudo di 4 mm di spessore. L'energia del rinculo era assorbita in massima parte dal freno idraulico ed in parte minore dalla molla del recuperatore, la lunghezza del rinculo era variabile in funzione dell'alzo del pezzo. Gli orecchioni erano in posizione arretrata per permettere un maggiore angolo di tiro, con un ginocchiello di 80 cm, quindi erano necessari due equilibratori per compensare il preponderante di volata. La testata dell'affusto supportava la culla tramite due orecchioniere ed era fornita di due piastre per il collegamento alla coda di due seggiolini per i serventi.
La regolazione della bocca da fuoco per quanto riguardava direzione e inclinazione era ottenuta tramite appositi congegni presenti sulla testata, per un elevato movimento in direzione dell'affusto, scorreva sull'assale, facendo perno sulla punta del vomere, posto all'estremità della coda.
Il meccanismo di puntamento era a cannocchiale indipendente dal meccanismo di alzo, integrato da un dispositivo di livello a bolla d'aria.
Il someggio era su sette carichi per altrettanti muli, il carico massimo era di 106 kg (testata dell'affusto) ed il carico minimo di 100 kg (coda e ruote), il peso di basto e bardatura dei muli sommava circa altri 45 kg al carico dell'animale. Le munizioni erano someggiate su apposite cassette contenenti ciascuna tre colpi, con il proiettile tenuto separato dal bossolo da una traversa. Il pezzo poteva anche essere trainato, su strade con pendenza non troppo elevata, data la mancanza di un freno di via.

## L'impiego

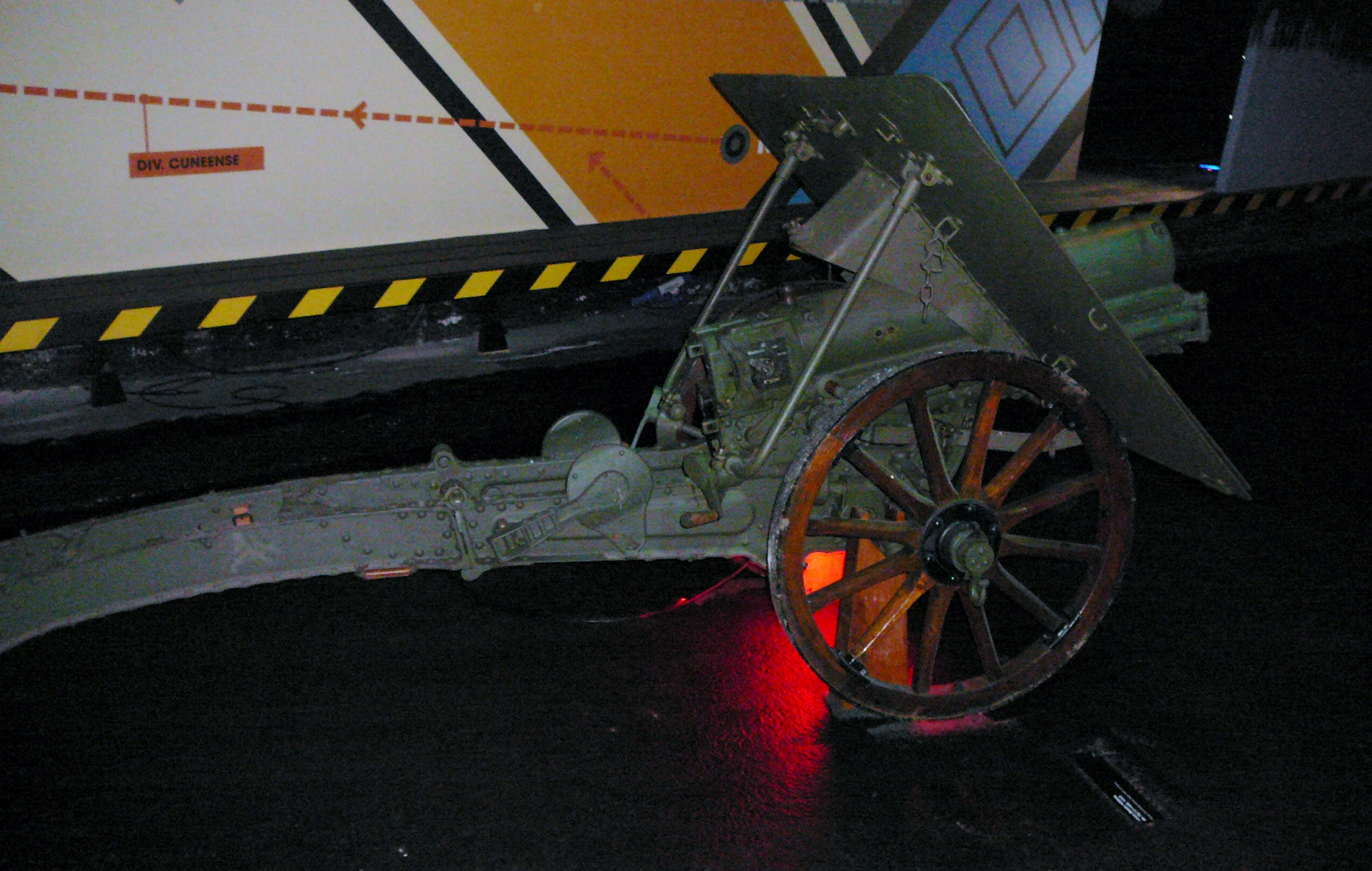
Il cannone alla mostra "Ritorno sul Don" a Trento

Il pezzo fu utilizzato dall'Esercito Austro-Ungarico nel corso della prima guerra mondiale, e le sue prestazioni furono talmente soddisfacenti che l'Esercito Imperiale Tedesco (che, pure, aveva in patria un'industria degli armamenti fra le più efficienti d'Europa), introdusse questo pezzo nei suoi arsenali. In complesso furono costruite 2 174 bocche da fuoco e 2 044 affusti, mentre furono prodotte, fino al maggio 1918, 55 000 granate di vari tipi e 125 000 shrapnel.
Il pezzo fu utilizzato, nella prima guerra mondiale, oltre che dall'Esercito austro-ungarico, anche dagli eserciti bulgaro e turco.

### L'impiego nel Regio Esercito
- granata da 75 (370 g di tritolo, vo 354 m/s)
- granata da 75 ad alta capacità (670 g di tritolo, vo 378 m/s)
- granata 75/13 mod 32 (610 g di tritolo, vo 349 m/s)[8]
- shrapnel da 75 (216 pallette Ø 12,7 mm e 13,4 mm, vo 356 m/s)[9]
- granata perforante da 75 mod 32 a innesco posteriore (270 g di esplosivo, vo 350 m/s)[10]
- granata EP (a carica cava)
- granata EPS mod 42 (vo 396 m/s)[11]
- granata a gas (lacrimogeno, vescicante, irritante)
- granata fumogena
- granata a grande capacità caricata a fosforo bianco
- granata per scuola di tiro (fumogena)

Il Regio Esercito fin dal 1915 utilizzò sul fronte albanese un numero imprecisato di pezzi Skoda vz 13 75 mm, destinati originariamente al governo cinese, trasportati dal piroscafo Bayern, internato a Napoli nel 1914 (cioè nel periodo di neutralità dell'Italia) e successivamente sequestrato all'atto dell'ingresso in guerra. Una volta constata l'efficienza del pezzo vz 15, ed avendone catturati alcuni esemplari, lo Stato Maggiore ne decise la riproduzione dando una commessa all'Ansaldo nel 1918, commessa che fu interrotta a causa della conclusione della guerra.
Al termine della prima guerra mondiale furono recuperati 392 pezzi come preda bellica mentre altri 268 pezzi completi e 55 bocche da fuoco furono ceduti dall'Austria in conto riparazioni dei danni di guerra, questi pezzi furono distribuiti alle batterie da montagna a partire dal 1920. Rispetto al pezzo da 65/17, che era l'arma standard per l'artiglieria da montagna italiana nel corso della Grande Guerra, questo pezzo presentava sensibili vantaggi balistici (maggiore angolo di elevazione e possibilità di utilizzare cariche di lancio multiple), ma aveva un peso superiore, che richiedeva il someggio su 7 carichi, invece dei 5 del 65/17.
Nell'ambito del riordinamento dell'artiglieria italiana, avvenuto nel 1933, si decise la riproduzione del pezzo, che aveva mostrato la sua utilità, oltre che come artiglieria da montagna, anche come artiglieria da campagna. Nel corso degli anni successivi, l'arsenale di Napoli produsse parti di ricambio sia per gli affusti sia per le bocche da fuoco. Nel 1937 erano disponibili per il Regio Esercito 840 pezzi, nel 1938 fu emessa una commessa per altri 96 pezzi. Ancora nel 1941 lo stato maggiore del Regio Esercito ipotizzava una commessa per 500 pezzi da passare all'industria italiana. Alcuni di questi pezzi furono usati nelle casematte dei bunker del Vallo Alpino.
Il pezzo venne utilizzato sia nella guerra di Spagna (una batteria) sia, in quantità sensibilmente maggiori, nella guerra d'Abissinia. In questa guerra ne furono schierati 252 sul fronte settentrionale e 42 in Somalia.
Fin dall'inizio degli anni trenta sia gli enti tecnici militari sia l'industria italiana riconoscevano la sostanziale obsolescenza di questo pezzo, tuttavia la progettazione di un nuovo modello per sostituirlo andava molto a rilento, quindi, allo scoppio della seconda guerra mondiale, il 75/13 equipaggiava ancora sia le divisioni alpine sia le divisioni di fanteria per le quali era previsto l'impiego in ambienti montuosi, per un totale di 1167 pezzi, nonostante le perdite subite nel corso della guerra al settembre 1942 la disponibilità era salita a 1213 pezzi. Considerando solo le divisioni campali nel giugno del 1943 erano presenti nell'organico dei reggimenti di artiglieria da campagna 46 gruppi da 75/13 (quindi circa 550 pezzi).
Il 75/13 venne utilizzato su tutti i fronti su cui operò il Regio Esercito, eccettuata l'Africa settentrionale italiana, il maggior dispiegamento fu sul fronte greco-albanese con 608 pezzi (aprile 1941). In AOI operarono 36 pezzi in batterie inquadrate nelle formazioni da campagna e in formazioni coloniali, che utilizzavano ascari come serventi. In Russia furono presenti 72 pezzi, inquadrati nei gruppi delle divisioni alpine (Julia, Tridentina e Cuneense), nell'ambito delle operazioni di queste divisioni fu frequente l'utilizzo del pezzo in funzione controcarri.
Un pezzo catturato fu portato e testato, con esiti positivi, all'Aberdeen Proving Ground, dove rimase esposto per un certo tempo.
Dopo l'armistizio il pezzo rimase in servizio nella RSI e nel CIL. In Albania una batteria di questi pezzi già del 41º Reggimento artiglieria divisionale "Firenze" operò contro i tedeschi fino al loro ritiro da quel teatro di operazioni. Invece i pezzi rimasti nell'Italia meridionale e nelle isole (32 in Sardegna) furono utilizzati per equipaggiare il IV ed il V Gruppo someggiato da 75/13 della 1ª e 2ª brigata del CIL alla fine dell'estate 1944. Nell'Esercito Nazionale Repubblicano 36 pezzi furono utilizzati dal 1º Reggimento artiglieria della Divisione Alpina Monterosa e due batterie furono inquadrate nel gruppo Gran Sasso della Divisione Littorio. Nella Decima furono utilizzati 12 pezzi (III gruppo San Giorgio) e altri nel X gruppo speciale del raggruppamento Anti Partigiani, un'altra batteria operò a Fiume e qualche sezione operò nei gruppi costieri. Un numero imprecisato di pezzi fu utilizzato dalla Wehrmacht e dalla 29. Waffen-Grenadier Division der SS con la denominazione di 7,5 cm GebK 259(i) (cannone italiano da montagna 259 da 75 mm).

### L'impiego nell'Esercito Italiano
Terminate le ostilità i 203 pezzi sopravvissuti alla guerra furono ricondizionati presso l'Arsenale di Torino. Successivamente, quando fu ricostituito l'Esercito Italiano, furono rimessi in servizio nelle batterie da montagna delle brigate alpine (Taurinense, Tridentina, Julia e successivamente Orobica e Cadore), fino alla sua sostituzione con il 105/14 Mod 56, alla fine degli anni sessanta.

### L'impiego in altre nazioni
Dopo la fine della prima guerra mondiale il vz. 15 75 mm venne ereditato dalle forze armate degli stati nati dalla disgregazione dell'Impero austro-ungarico, cioè Austria, Ungheria, Cecoslovacchia, Regno di Jugoslavia e Polonia. Dato che la Skoda continuò la produzione, oltre a questi stati il pezzo venne acquistato dalla Repubblica di Weimar, dalla Turchia e dalla Regno di Bulgaria (che già l'avevano avuto in dotazione nella prima guerra mondiale) e dal Regno di Romania.
A partire dal 1928 la Skoda mise in produzione il vz. 28 75 mm, versione perfezionata del vz 15, quindi la produzione del modello precedente venne sospesa in Cecoslovacchia.
Una versione modificata venne prodotta dall'Ungheria, che aveva acquistato i piani costruttivi dall'Italia nel 1938.